# Hyman Rickover
Hyman George Rickover (Maków Mazowiecki (Polen), 27 januari 1900 – Arlington County (Virginia), 8 juli 1986) was een admiraal met 4 sterren in de marine van de Verenigde Staten. Rickover stond ook wel bekend als de vader van de nucleaire marine. Met zijn unieke persoonlijkheid, politieke connecties en verantwoordelijkheden werd Rickover de langst actieve militair officier in de Verenigde Staten.  

## Jeugd
Hyman Rickover werd geboren in een Joodse familie in Maków Mazowiecki in Polen. De naam Rickover is afgeleid van het dorp en de staat Ryki. In de Tweede Wereldoorlog was de hele Joodse gemeenschap van Ryki gedood of omgekomen tijdens de Holocaust. De jonge Rickover emigreerde net voor de Eerste Wereldoorlog met zijn ouders, Abraham Rickover en Rachel Rickover, naar de Verenigde staten. Nadat zij twee jaar gewoond hadden aan de westkust van Manhattan, verhuisden zij naar North Lawndale, een gemeenschap in Chicago. 
Tijdens zijn middelbareschooltijd op John Marshall High School in Chicago, waar hij succesvol is afgestudeerd in 1918, had hij een fulltime baantje. Hij bezorgde telegrammen.

## Militaire loopbaan
- United States Naval Academy: 1918
- Ensign: 1922
- Engineer Officer: 21 juni 1923
- Commander: januari 1942
- Tijdelijk Captain: juni 1942
- Lieutenant Commander: 1937[2]
- Rear Admiral: 1953[3]
- Vice Admiral: 1959[3]
- Admiral: 1973[3]

## Decoraties
- Submarine Officer badge
- Congressional Gold Medal op 28 augustus 1958[4][5]
- Presidential Medal of Freedom in 1980
- Congressional Gold Medal op 23 juni 1982[4][5]
- Navy Distinguished Service Medal met twee gouden sterren in 1961, 1964 en 1982[5]
- Legioen van Verdienste in 1945 en 1952[5]
- Navy Commendation Medaille in 1945[5]
- Army Commendation Medaille in 1949
- Overwinningsmedaille
- Chinese Service Medaille
- Amerikaanse Defensie Service Medaille
- Azië-Pacifische Oceaan Campagne Medaille
- World War II Victory Medal
- Bezettingsmedaille voor het Leger
- Nationale Defensie Service Medaille
- Commandeur in het Orde van het Britse Rijk in 1946[5]
- Enrico Fermi-prijs